# Ozodiceromya costalis
Ozodiceromya costalis är en tvåvingeart som först beskrevs av Friedrich Hermann Loew 1869.  Ozodiceromya costalis ingår i släktet Ozodiceromya och familjen stilettflugor. Inga underarter finns listade i Catalogue of Life.